# Walter Schwerdtfeger
Walter K. Schwerdtfeger (* 17. April 1949 in Karlsruhe) ist ein deutscher Naturwissenschaftler. Von 2010 bis Juli 2014 war Schwerdtfeger Präsident des Bundesinstituts für Arzneimittel und Medizinprodukte. Von 2003 bis 2014 war er im Verwaltungsrat der Europäischen Arzneimittelagentur in London der Vertreter Deutschlands, 2012 bis 2014 auch der Stellvertretende Vorsitzende. 
Schwerdtfeger studierte 1968 bis 1977 Biologie an der Johann Wolfgang Goethe-Universität in Frankfurt am Main und wurde dort 1977 zum Dr. phil. nat. promoviert. 1983 habilitierte er sich dort für das Fach Neuroanatomie. Von 1985 bis 1987 war er Gastwissenschaftler und Honorarprofessor an der Universität Valencia. 1986 erhielt er den Preis der Dr. Paul-Cilli-Weill Stiftung für den Wissenschaftlichen Nachwuchs. Im Jahr 2000 Umhabilitation an die Universität Bonn, wo er Lehrtätigkeit zunächst am Hygiene-Institut, anschließend am Pharmakologischen Institut der Medizinischen Fakultät durchführte. Im Jahr 2010 verlieh ihm die Universität Bonn auf Vorschlag der Medizinischen Fakultät die Bezeichnung Honorarprofessor. 
Von 1977 bis 1988 war Schwerdtfeger Wissenschaftlicher Mitarbeiter und Forschungsgruppenleiter am Max-Planck-Institut für Hirnforschung in Frankfurt am Main.
Anschließend wechselte er an das Paul-Ehrlich-Institut (Bundesamt für Sera und Impfstoffe) in Langen, wo er das Fachgebiet Morphologie/Pathologie leitete. Ab 1992 war er im Bundesministerium für Gesundheit in Bonn tätig, zunächst als Referatsleiter Forschungskoordinierung, von 1995 bis 2000 als Leiter des Referats Umweltmedizin/Trinkwasser, dann bis 2003 als Leiter des Referats Entwicklung, Herstellung, Zulassung und Qualitätskontrolle von Arzneimitteln. Von 2003 bis 2010 war er Leiter der Unterabteilung Arzneimittel, Apotheken und übte die Fachaufsicht über das Bundesinstitut für Arzneimittel und Medizinprodukte aus. In dieser Zeit oblag ihm auf der ministeriellen Arbeitsebene die Federführung für die Entwurfsverfassung von Gesetzen und Rechtsverordnungen in den Bereichen Arzneimittel, Medizinprodukte und Apothekenwesen sowie die Diskussion der Entwürfe im Gesundheitsausschuss des Deutschen Bundestages. Während der deutschen EU-Ratspräsidentschaft führte er als Vorsitzender des Ratsausschusses Arzneimittel und Medizinprodukte die Einigung über den Standpunkt der Mitgliedstaaten zur neuen EU-Verordnung über Arzneimittel für neuartige Therapien sowie zur Überarbeitung von zwei Medizinprodukterichtlinien herbei und war Vertreter des Rates in der nachfolgenden, erfolgreichen Abstimmung mit dem Europäischen Parlament und der Europäischen Kommission.
Zu den wissenschaftlich geprägten Aufgaben seiner ministeriellen Tätigkeit zählte die Beratung der Weltgesundheitsorganisation zum Themenkreis Transmissible Spongiforme Enzephalopathien sowie die Mitarbeit in Wissenschaftlichen Ausschüssen und Fachgremien, u. a. dem Wissenschaftlichen Beirat der Bundesregierung Globale Umweltveränderungen, der Strahlenschutzkommission des Bundesministeriums für Umwelt, Naturschutz und Reaktorsicherheit, der Trinkwasserkommission des Umweltbundesamts und der Bund-Länder-Arbeitsgruppe Arzneimittel-, Apotheken-, Transfusions- und Betäubungsmittelwesen.
Schwerdtfeger ist Autor/Koautor zahlreicher Publikationen in wissenschaftlichen Fachzeitschriften sowie Autor und Herausgeber/Mitherausgeber von Fachbüchern.